# Evangelische Kirche Binzen

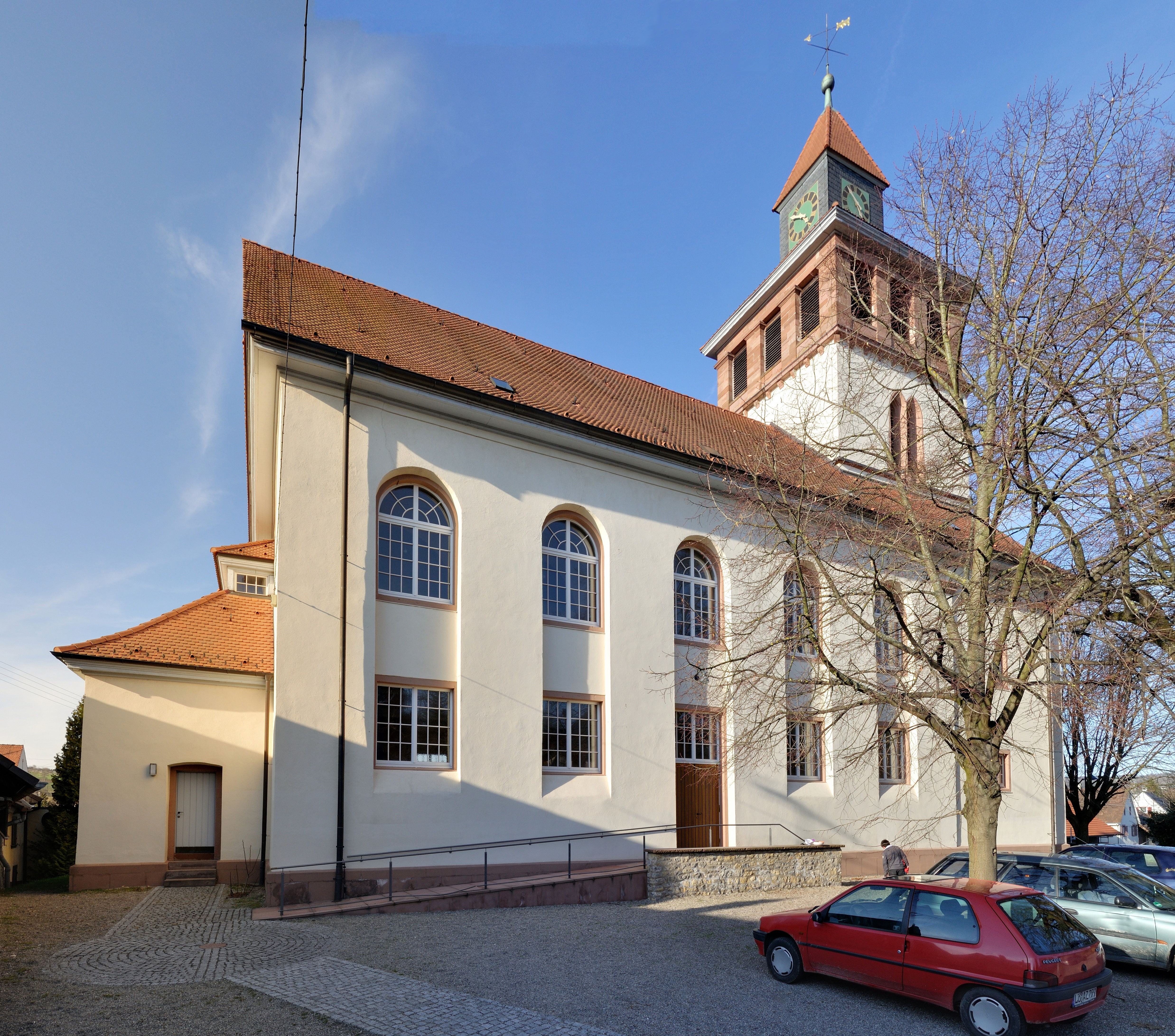
Evangelische Kirche Binzen

Die Evangelische Kirche Binzen wurde Anfang der 1820er Jahre errichtet. Die Ursprünge der Kirche in Binzen gehen urkundlich auf das Jahr 807 zurück; damit gehört sie zu den ältesten Kirchen im Markgräflerland.

## Geschichte

### Vorgängerbauten
Aus dem Urkundenbuch des Klosters St. Gallen geht hervor, dass es 807 eine Kirche in Binzen gab, die dem Heiligen Laurentius geweiht war („in villa qui dictur Pinuzheim in atria sancte Laurentii“). Dieser Bau, der ursprünglich vermutlich aus Holz bestand, wurde wahrscheinlich aus Stein neu errichtet und um 862 bereits als Basilika bezeichnet („in Piunzheim coram basilica sancti Laurentii“). Von diesem Bauwerk sind noch ein Ornament in einer rundbogigen Maueröffnung im zweiten Turmgeschoss und eine eingemauerte Doppelsäule mit bärtigem Kopf am Kapitell erhalten; beide werden ins 9. Jahrhundert datiert.
Die Mauertechniken am Glockenturm weisen auf Umbauten während der Gotik hin. Während im gotischen Abschnitt nur Bruchsteine verbaut wurden, ist im darunter liegenden Abschnitt der Bruchstein mit Wacken vermischt. Die Schallöffnungen waren von roten und gelben Quadern umrahmt und den Abschluss des Turms bildete ein Satteldach.
Der  Patronatsherr Berthold von Rammstein stiftete 1275 einen Marienaltar. Zunehmende bauliche Mängel führten 1660 zu Renovierungsarbeiten. Während weiterer Erneuerungsarbeiten in den Jahren 1718 und 1758 fügte man der Kirche weitere Fenster hinzu. Ein Arlesheimer Holzschnitzer fertigte ebenfalls 1718 ein gemaltes und vergoldetes Holz-Kruzifix an.

### Heutige Kirche
In der zweiten Hälfte des 18. Jahrhunderts gab es Überlegungen, die Kirche entweder instand zu setzen und zu erweitern oder einen völligen Neubau zu errichten. 1790 entschied man sich für einen Neubau, dieser konnte infolge fehlender finanzieller Mittel zunächst aber nicht umgesetzt werden. 1822 brach man die alte Kirche bis auf den Turm ab.
Den Grundstein der heutigen Kirche wurde am 9. Oktober 1822 gesetzt. Die Bauleitung des im Weinbrenner-Stil errichteten Gebäudes hatten die Architekten Heinz und Berger inne. Der gotische Turm blieb erhalten, wurde aber aufgestockt. Nach knapp zweijähriger Bauzeit wurde die Binzener Kirche am 23. Mai 1824 eingeweiht.
In den Jahren 1959 bis 1960 führte man einige Innenrenovierungsmaßnahmen durch. Man erhöhte unter anderem den Altarraum und versetzte Kanzelpult und Taufstein. 

## Beschreibung

### Kirchenbau
Die Binzener Kirche besteht aus einem schlichten, rechteckigen Langhaus mit Satteldach, an deren Ostseite sich über dem Chor der alte Glockenturm quadratischen Grundrisses vom Vorgängerbau erhebt. Im unteren, hell verputzten Geschoss befinden sich zur Nord- und Südseite je eine zweiteilige, bogenförmige Schallarkade. Im oberen Stockwerk aus rotem Sandstein öffnen sich zu jeder Seite drei rechteckige Schallöffnungen. Der Turm wird von einem Dach in Form eines Pyramidenstumpfs bekrönt, auf dem sich eine kleinere kubische Einheit mit Zifferblättern zu jeder Seite befindet. Die Spitze des Turmdaches bildet ein Pyramidendach mit Turmkugel und Wetterfahne.
Das Langhaus hat zur Längsseite im Untergeschoss rechteckige Fenster, die sich im Obergeschoss bündig zu den unteren zu bogenförmig abgeschlossenen fortsetzen.
Die Kirche im Ortskern von Binzen steht südlich zur Durchgangsstraße etwas erhöht zu den sie umgebenden Wohnhäusern.

### Inneres und Ausstattung
Das helle Langhaus wird von der beidseitigen Doppelemporen dominiert, die mit gelben Kapitellen geschmückt sind und von blasrosafarbenen Rundsäulen getragen werden. Der Innenraum ähnelt damit der Evangelischen Kirche in Kandern. Die Bestuhlung in der Kirche besteht aus in Reihe gestellten Einzelsitzen. Der Altar befindet sich auf einem kleinen Podest leicht erhöht zum restlichen Langhaus. Auf dem Altar befinden sich vier Kerzenleuchter und ein schlichtes Metallkreuz. Über dem Altar erhebt sich an der Wand eine Kanzel mit Schalldeckel. Links vom Altar steht der Taufstein.

### Glocken und Orgeln

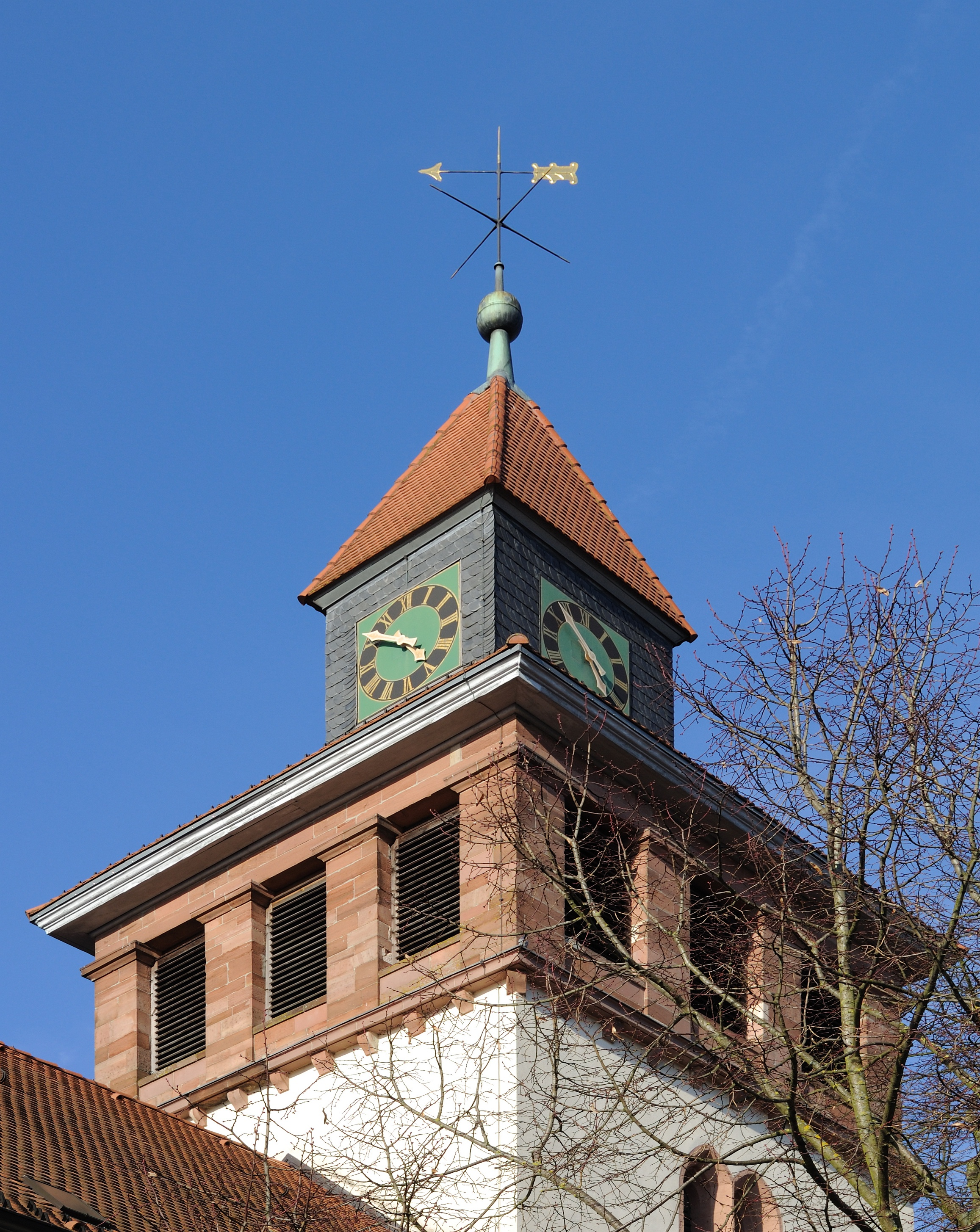
Glockenturm

Das Glockengeläut aus fünf Glocken aus Glockenbronze setzt sich wie folgt zusammen:
| Nr. | Name           | Gussjahr | Gießer                      | Durchmesser | Gewicht | Schlagton |
| --- | -------------- | -------- | --------------------------- | ----------- | ------- | --------- |
| 1   | –              | 1787     | Sebastian Bayer, Freiburg   | 970 mm      | 500 kg  | fis′      |
| 2   | Christusglocke | 2002     | Michael Reuter, Maria Laach | 860 mm      | 360 kg  | a′        |
| 3   | Friedensglocke | 2003     | Michael Reuter, Maria Laach | 770 mm      | 284 kg  | h′        |
| 4   | Hymnusglocke   | 2002     | Michael Reuter, Maria Laach | 650 mm      | 160 kg  | d″        |
| 5   | Taufglocke     | 1702     | Hanz Weitnauer (II), Basel  | 320 mm      | 025 kg  |           |

Die Taufglocke wird als älteste und kleinste Glocke nur einzeln, nicht zusammen mit den übrigen Glocken geläutet.
Die erste Orgel für den Vorgängerbau der heutigen Binzener Kirche geht auf das Jahr 1758 zurück, die vom Orgelbaumeister Hug aus Freiburg errichtet wurde. Die heutige Orgel stammt von E. F. Walcker von 1886. Das Instrument besteht aus zwei Manualen, einem Pedal, einer mechanischen Traktur mit  mechanischen Kegelladen und 14 Registern. Die Orgel wurde mehrfach überholt und restauriert und steht unter Denkmalschutz. Bei der Renovierung 2019 wurde die 1960 veränderte Disposition beibehalten.

### Grabmäler
Die zwei längere Zeit an der Außenwand angebrachten Grabplatten befinden sich heute in der Eingangshalle. Sie erinnern an Johann Eckenstein, Vogt zu Binzen († 2. September 1733) und seine Ehefrau Maria Eckenstein, geb. Gräßlin († 24. März 1734). Am nördlichen Emporenaufgang befinden sich die marmornen Tafeln der gefallenen Soldaten Ludwig Grether († 30. Oktober 1870) und Johannes Wehrer († 4. Januar 1871). An der südlichen Turmaußenwand ist die Tafel von Nikolaus Fr. Meier († 28. März 1729) eingemauert.